# Ekstraklasa 2020-2021
L'Ekstraklasa 2020-2021, nota anche come PKO Bank Polski Ekstraklasa 2020-2021 per ragioni di sponsorizzazione, è stata la 95ª edizione della massima serie del campionato polacco di calcio, l'87ª edizione nel formato di campionato, iniziata il 21 agosto 2020 e terminata il 16 maggio 2021. Il Legia Varsavia si è riconfermato campione conquistando il trofeo per la quindicesima volta nella sua storia, stabilendo il nuovo record nazionale.

## Stagione

### Novità
Dalla Ekstraklasa 2019-2020 sono stati retrocessi in I liga il Korona Kielce, l'Arka Gdynia e l'ŁKS , mentre dalla I liga 2019-2020 sono stati promossi lo Stal Mielec, il Podbeskidzie e il Warta Poznań. Due città, Poznań e Cracovia, possono contare su due squadre (Lech e Warta per la prima, Wisła e Cracovia per l'altra). Il voivodato più rappresentato è la Slesia, che può contare su quattro squadre: Raków Częstochowa, Górnik Zabrze, Piast Gliwice e Podbeskidzie Bielsko-Biała.
Il 27 luglio 2020 sono stati dati cinque punti di penalità al Cracovia per tentata corruzione.
A partire da questa stagione, i cambi a disposizione sono cinque anziché i tradizionali tre.

### Formula
A differenza delle precedenti stagioni, il campionato si svolge in una sola fase. Le squadre si affrontano in andata e ritorno per un totale di 30 partite, al termine delle quali saranno decretati i verdetti. La squadra prima classificata è campione di Polonia e si qualifica per il primo turno di qualificazione della UEFA Champions League 2021-2022, mentre la squadra classificata al secondo, assieme alla vincitrice della Coppa di Polonia, si qualifica al secondo turno di qualificazione della UEFA Europa Conference League 2021-2022, mentre la squadra terza classificata si qualifica al primo turno di qualificazione. L'ultima classificata retrocede in I Liga, dalla quale invece saliranno tre formazioni per completare la riforma voluta dalla Federazione che porterà il campionato polacco ad avere, dalla stagione 2021-2022, 18 squadre anziché 16.

### Calciomercato
La sessione di calciomercato inizia con cessioni molto importanti da parte dei club polacchi: il Lech Poznań cede Christian Gytkjær al Monza, il Górnik Zabrze Igor Angulo al FC Goa, il Piast Gliwice Jorge Félix al Sivasspor e lo Slask Wroclaw Przemysław Płacheta al Norwich City. Lasciano il campionato polacco anche Radosław Majecki, che approda al Monaco, Vukan Savićević, che passa al Samsunspor per 350.000 euro, i talenti del Lech Robert Gumny e Kamil Jóźwiak (rispettivamente ad Augsburg e Derby County) e il difensore Paweł Bochniewicz, che si trasferisce in Olanda all'Heerenveen.
Per quanto riguarda gli acquisti il Legia Varsavia, campione in carica, aggiunge al proprio pacchetto difensivo il serbo Filip Mladenović, prelevato dal Lechia Danzica e il croato Josip Juranović dall'Hajduk Spalato, mentre per l'attacco punta su Joel Valencia, ex ala di Piast Gliwice e Brentford. I vicecampioni del Lech Poznań puntano su Mikael Ishak come nuovo centravanti, acquistando anche Filip Bednarek, Vasyl' Kravec', Mohammed Awaed e Nik'a K'ach'arava per puntare all'Europa. Prima avventura in Polonia per Luís Mata, che dal Porto passa al Pogoń Szczecin, Fatos Bećiraj, che dopo l'esperienza in Israele approda al Wisła Cracovia e Javier Hyjek, che lascia la cantera dell'Atletico Madrid per trasferirsi al Piast Gliwice.
Fra i ritorni, lo Śląsk Wrocław riacquista dopo sette anni Waldemar Sobota, il Piast Gliwice si assicura Jakub Świerczok, il Pogoń Szczecin Michał Kucharczyk e il Legia Bartosz Kapustka e Artur Boruc, di ritorno in Polonia dopo quindici stagioni.
Il mercato si è concluso con la doppia cessione dei talenti Jakub Moder e Michał Karbownik al Brighton. Entrambi sono rimasti in Polonia in prestito, salvo poi tornare nel mese di gennaio in Premier League.

## Squadre partecipanti
| Club              | Città         | Stadio                                   | Stagione precedente      |
| ----------------- | ------------- | ---------------------------------------- | ------------------------ |
| Górnik Zabrze     | Zabrze        | Stadion im. Ernesta Pohla                | 9º posto in Ekstraklasa  |
| Jagiellonia       | Białystok     | Stadion Miejski                          | 8º posto in Ekstraklasa  |
| KS Cracovia       | Cracovia      | Stadion Cracovii                         | 7º posto in Ekstraklasa  |
| Lech Poznań       | Poznań        | Stadion Miejski                          | 2º posto in Ekstraklasa  |
| Lechia Danzica    | Danzica       | Stadion Energa Gdańsk                    | 4º posto in Ekstraklasa  |
| Legia Varsavia    | Varsavia      | Pepsi Arena                              | Campione di Polonia      |
| Piast Gliwice     | Gliwice       | Stadion Piasta Gliwice                   | 3º posto in Ekstraklasa  |
| Podbeskidzie      | Bielsko-Biała | Stadion Miejski                          | 2º posto in I Liga       |
| Pogoń Stettino    | Stettino      | Stadion Miejski                          | 6º posto in Ekstraklasa  |
| Raków Częstochowa | Częstochowa   | Stadion GKS (Bełchatów)                  | 10º posto in I liga      |
| Śląsk Breslavia   | Breslavia     | Stadion Miejski                          | 5º posto in Ekstraklasa  |
| Stal Mielec       | Mielec        | Stadion Stali Mielec                     | 1º posto in I Liga       |
| Warta Poznań      | Poznań        | Stadion Dyskobolii Grodzisk Wielkopolski | 3º posto in I Liga       |
| Wisła Cracovia    | Cracovia      | Stadion Miejski                          | 13º posto in Ekstraklasa |
| Wisła Płock       | Płock         | Stadion im. Kazimierza Górskiego         | 12º posto in Ekstraklasa |
| Zagłębie Lubin    | Lubin         | Dialog Arena                             | 11º posto in Ekstraklasa |

## Allenatori
| Squadra                    | Allenatore                                                                         |
| -------------------------- | ---------------------------------------------------------------------------------- |
| Gornik Zabrze              | Marcin Brosz                                                                       |
| Jagiellonia                | Bogdan Zając (1ª-21ª) Rafał Grzyb (22ª-30ª)                                        |
| KS Cracovia                | Michał Probierz                                                                    |
| Lech Poznań                | Dariusz Żuraw (1ª-23ª) Janusz Góra (24ª) Maciej Skorża (25ª-30ª)                   |
| Lechia Danzica             | Piotr Stokowiec                                                                    |
| Legia Varsavia             | Aleksandar Vuković (1ª-4ª) Czesław Michniewicz (5ª-30ª)                            |
| Piast Gliwice              | Waldemar Fornalik                                                                  |
| Podbeskidzie Bielsko-Biala | Krzysztof Brede (1ª-14ª) Robert Kasperczyk (15ª-30ª)                               |
| Pogoń Stettino             | Kosta Runjaić                                                                      |
| Rakow Częstochowa          | Marek Papszun                                                                      |
| Śląsk Breslavia            | Vítězslav Lavička (1ª-22ª) Jacek Magiera (23ª-30ª)                                 |
| Stal Mielec                | Dariusz Skrzypczak (1ª-9ª) Leszek Ojrzyński (10ª-24ª) Włodzimierz Gąsior (25ª-30ª) |
| Warta Poznań               | Piotr Tworek                                                                       |
| Wisla Cracovia             | Artur Skowronek (1ª-11ª) Peter Hyballa (12ª-30ª)                                   |
| Wisła Płock                | Radosław Sobolewski (1ª-24ª) Maciej Bartoszek (25ª-30ª)                            |
| Zaglebie Lubin             | Martin Ševela                                                                      |

## Classifica finale
|  | Pos. | Squadra           | Pt | G  | V  | N  | P  | GF | GS | DR  |
|  | ---- | ----------------- | -- | -- | -- | -- | -- | -- | -- | --- |
|  | 1.   | Legia Varsavia    | 64 | 30 | 19 | 7  | 4  | 48 | 24 | +24 |
|  | 2.   | Raków Częstochowa | 59 | 30 | 17 | 8  | 5  | 46 | 25 | +21 |
|  | 3.   | Pogoń Stettino    | 52 | 30 | 15 | 7  | 8  | 36 | 23 | +13 |
|  | 4.   | Śląsk Breslavia   | 43 | 30 | 11 | 10 | 9  | 36 | 32 | +4  |
|  | 5.   | Warta Poznań      | 43 | 30 | 13 | 4  | 13 | 33 | 32 | +1  |
|  | 6.   | Piast Gliwice     | 42 | 30 | 11 | 9  | 10 | 39 | 32 | +7  |
|  | 7.   | Lechia Danzica    | 42 | 30 | 12 | 6  | 12 | 40 | 37 | +3  |
|  | 8.   | Zagłębie Lubin    | 41 | 30 | 11 | 8  | 11 | 38 | 40 | -2  |
|  | 9.   | Jagiellonia       | 37 | 30 | 10 | 7  | 13 | 39 | 48 | -9  |
|  | 10.  | Górnik Zabrze     | 37 | 30 | 10 | 7  | 13 | 31 | 33 | -2  |
|  | 11.  | Lech Poznań       | 37 | 30 | 9  | 10 | 11 | 39 | 38 | +1  |
|  | 12.  | Wisła Płock       | 33 | 30 | 8  | 9  | 13 | 37 | 44 | -7  |
|  | 13.  | Wisła Cracovia    | 33 | 30 | 8  | 9  | 13 | 39 | 42 | -3  |
|  | 14.  | KS Cracovia (–5)  | 32 | 30 | 8  | 13 | 9  | 28 | 32 | -4  |
|  | 15.  | Stal Mielec       | 29 | 30 | 6  | 11 | 13 | 31 | 47 | -16 |
|  | 16.  | Podbeskidzie      | 25 | 30 | 6  | 7  | 17 | 29 | 60 | -31 |

Legenda:
      Campione di Polonia e ammessa alla UEFA Champions League 2021-2022.
      Ammessa alla UEFA Europa Conference League 2021-2022.
      Retrocessa in I liga 2021-2022
- Il Cracovia è stato penalizzato di cinque punti a causa di tentativo di corruzione.

Note:
Tre punti a vittoria, uno a pareggio, zero a sconfitta.
La classifica viene stilata secondo i seguenti criteri:
- Punti conquistati
- Punti conquistati negli scontri diretti
- Differenza reti negli scontri diretti
- Reti realizzate negli scontri diretti
- Goal fuori casa negli scontri diretti (solo tra due squadre)
- Differenza reti generale
- Reti totali realizzate
- Classifica fair-play
- Sorteggio

## Risultati

### Tabellone
|                            | GZa  | Jag  | KSC  | LcP  | LcD  | Leg  | Pia  | PBB  | Pog  | RCz  | Slą  | StM  | WCr  | WPł  | WaP  | ZaL  |
| -------------------------- | ---- | ---- | ---- | ---- | ---- | ---- | ---- | ---- | ---- | ---- | ---- | ---- | ---- | ---- | ---- | ---- |
| Górnik Zabrze              | –––– | 3-1  | 0-2  | 1-1  | 3-0  | 1-2  | 1-2  | 4-2  | 2-1  | 1-3  | 1-1  | 2-1  | 0-0  | 0-2  | 1-2  | 2-0  |
| Jagiellonia                | 1-0  | –––– | 2-1  | 2-1  | 2-1  | 1-1  | 0-1  | 2-2  | 0-1  | 0-0  | 0-1  | 3-3  | 1-1  | 5-2  | 4-3  | 0-1  |
| KS Cracovia                | 1-0  | 3-1  | –––– | 2-1  | 0-3  | 0-1  | 1-0  | 1-1  | 2-1  | 2-2  | 1-1  | 1-1  | 1-1  | 1-0  | 0-1  | 2-4  |
| Lech Poznań                | 1-1  | 2-3  | 1-1  | –––– | 3-0  | 0-0  | 0-0  | 4-0  | 0-4  | 3-3  | 1-0  | 1-2  | 0-1  | 2-2  | 1-0  | 0-0  |
| Lechia Danzica             | 2-0  | 0-2  | 1-1  | 0-1  | –––– | 0-1  | 2-2  | 4-0  | 0-1  | 1-3  | 3-2  | 4-2  | 2-0  | 0-1  | 1-1  | 3-1  |
| Legia Varsavia             | 1-3  | 1-2  | 0-0  | 2-1  | 2-0  | –––– | 2-2  | 1-0  | 4-2  | 2-0  | 2-1  | 2-3  | 0-0  | 5-2  | 3-2  | 2-1  |
| Piast Gliwice              | 2-0  | 0-1  | 2-0  | 1-4  | 2-0  | 0-1  | –––– | 2-0  | 0-1  | 0-0  | 2-0  | 2-1  | 2-3  | 2-2  | 0-1  | 1-1  |
| Podbeskidzie Bielsko-Biała | 2-1  | 1-1  | 2-2  | 1-0  | 2-2  | 1-0  | 0-5  | –––– | 0-2  | 1-4  | 0-2  | 1-0  | 2-0  | 1-1  | 1-2  | 2-1  |
| Pogoń Stettino             | 1-0  | 3-0  | 1-0  | 0-1  | 1-0  | 0-0  | 0-0  | 1-1  | –––– | 1-3  | 1-0  | 2-0  | 2-2  | 2-0  | 1-1  | 1-0  |
| Raków Częstochowa          | 0-0  | 3-2  | 0-0  | 3-1  | 0-1  | 1-2  | 1-0  | 1-0  | 0-1  | –––– | 2-0  | 2-1  | 0-0  | 3-0  | 1-0  | 2-1  |
| Sląsk Wrocław              | 0-0  | 1-0  | 3-1  | 3-3  | 1-1  | 0-1  | 2-0  | 4-3  | 2-1  | 1-0  | –––– | 1-1  | 1-1  | 0-0  | 2-1  | 0-0  |
| Stal Mielec                | 0-2  | 3-1  | 0-0  | 1-1  | 0-1  | 0-0  | 3-2  | 2-1  | 1-0  | 0-1  | 0-0  | –––– | 0-6  | 2-2  | 0-1  | 0-2  |
| Wisła Cracovia             | 0-0  | 2-0  | 0-0  | 1-2  | 1-3  | 1-2  | 3-4  | 3-0  | 2-1  | 1-2  | 1-3  | 3-1  | –––– | 0-3  | 0-1  | 1-2  |
| Wisła Płock                | 0-1  | 2-2  | 0-1  | 1-0  | 1-3  | 0-1  | 0-1  | 4-1  | 0-0  | 2-2  | 1-0  | 1-1  | 1-3  | –––– | 1-3  | 4-0  |
| Warta Poznan               | 0-1  | 2-0  | 1-0  | 1-2  | 0-1  | 0-3  | 0-0  | 2-0  | 1-2  | 0-2  | 2-3  | 0-0  | 2-1  | 2-0  | –––– | 1-0  |
| Zagłębie Lubin             | 2-0  | 3-0  | 1-1  | 2-1  | 1-1  | 0-4  | 2-2  | 2-1  | 1-1  | 1-2  | 2-1  | 2-2  | 4-1  | 0-2  | 1-0  | –––– |

## Statistiche

### Classifica marcatori
Fonte: sito ufficiale.
| Gol |  |  | Giocatore           | Squadra                    |
| --- |  |  | ------------------- | -------------------------- |
| 22  |  |  | Tomáš Pekhart       | Legia Varsavia             |
| 15  |  |  | Jakub Świerczok     | Piast Gliwice              |
| 12  |  |  | Jesús Jiménez Núñez | Górnik Zabrze              |
| 12  |  |  | Mikael Ishak        | Lech Poznań                |
| 12  |  |  | Flávio Paixão       | Lechia Gdańsk              |
| 11  |  |  | Kamil Biliński      | Podbeskidzie Bielsko-Biała |
| 11  |  |  | Jesús Imaz          | Jagiellonia Białystok      |
| 10  |  |  | Jakov Puljić        | Jagiellonia Białystok      |
| 9   |  |  | Erik Expósito       | Śląsk Wrocław              |
| 8   |  |  | Iván López Álvarez  | Raków Częstochowa          |
| 8   |  |  | Patryk Szysz        | Zagłębie Lubin             |

#### MVP del mese

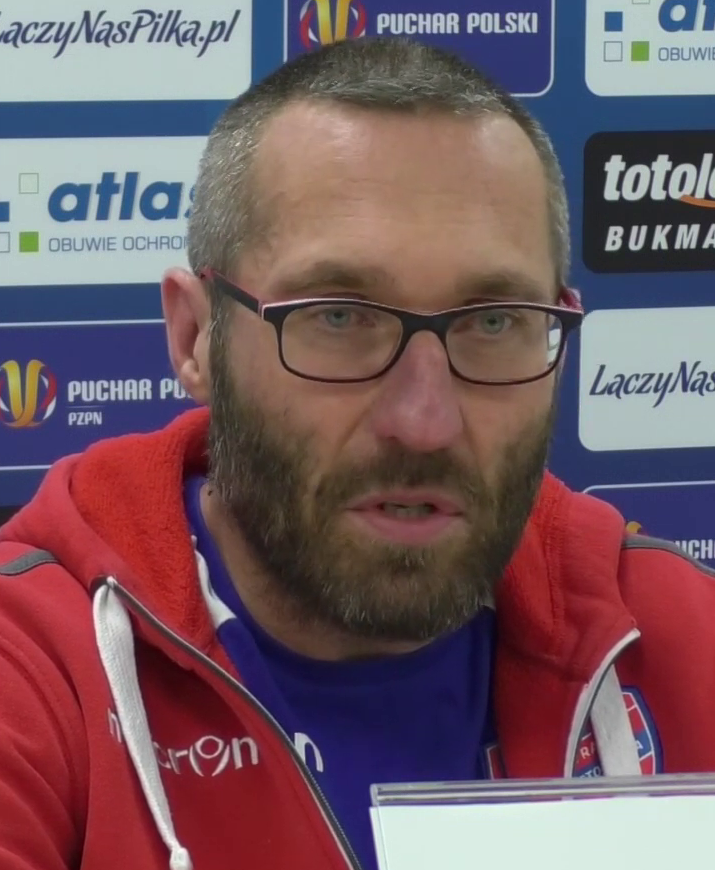
Marek Papszun, vincitore del premio "allenatore dell'anno"

Di seguito i vincitori.
| Mese      | Giocatore           | Squadra | Giovane             | Squadra | Allenatore          | Squadra |
| --------- | ------------------- | ------- | ------------------- | ------- | ------------------- | ------- |
| Agosto    | Jesús Jiménez Núñez | GÓR     | Mateusz Praszelik   | ŚLĄ     | Marcin Brosz        | GÓR     |
| Settembre | Bartosz Nowak       | GÓR     | Adrian Gryszkiewicz | GÓR     | Marcin Brosz        | GÓR     |
| Ottobre   | Ivi                 | RAK     | Karol Niemczycki    | CRA     | Marek Papszun       | RAK     |
| Novembre  | Jakub Świerczok     | PIA     | Kacper Chodyna      | ZAG     | Czesław Michniewicz | LEG     |
| Dicembre  | Jakub Świerczok     | PIA     | Kacper Kozłowski    | POG     | Kosta Runjaić       | POG     |
| Febbraio  | Bartosz Kapustka    | LEG     | Xavier Dziekoński   | JAG     | Piotr Tworek        | WAR     |
| Marzo     | Tomáš Pekhart       | LEG     | Kamil Piątkowski    | RAK     | Czesław Michniewicz | LEG     |
| Aprile    | Jakub Świerczok     | PIA     | Kamil Piątkowski    | RAK     | Marek Papszun       | RAK     |
| Maggio    | Jakub Świerczok     | PIA     | Rafał Strączek      | STA     |                     |         |

#### MVP della stagione
Di seguito i vincitori.
| Premio                 | Calciatore       | Squadra |
| ---------------------- | ---------------- | ------- |
| Miglior Portiere       | Dante Stipica    | POG     |
| Miglior Difensore      | Filip Mladenović | LEG     |
| Miglior Centrocampista | Luquinhas        | LEG     |
| Miglior Attaccante     | Tomáš Pekhart    | LEG     |
| Miglior Giocatore      | Filip Mladenović | LEG     |
| Miglior Allenatore     | Marek Papszun    | RAK     |
| Miglior Giovane        | Kamil Piątkowski | RAK     |